# Pecado original

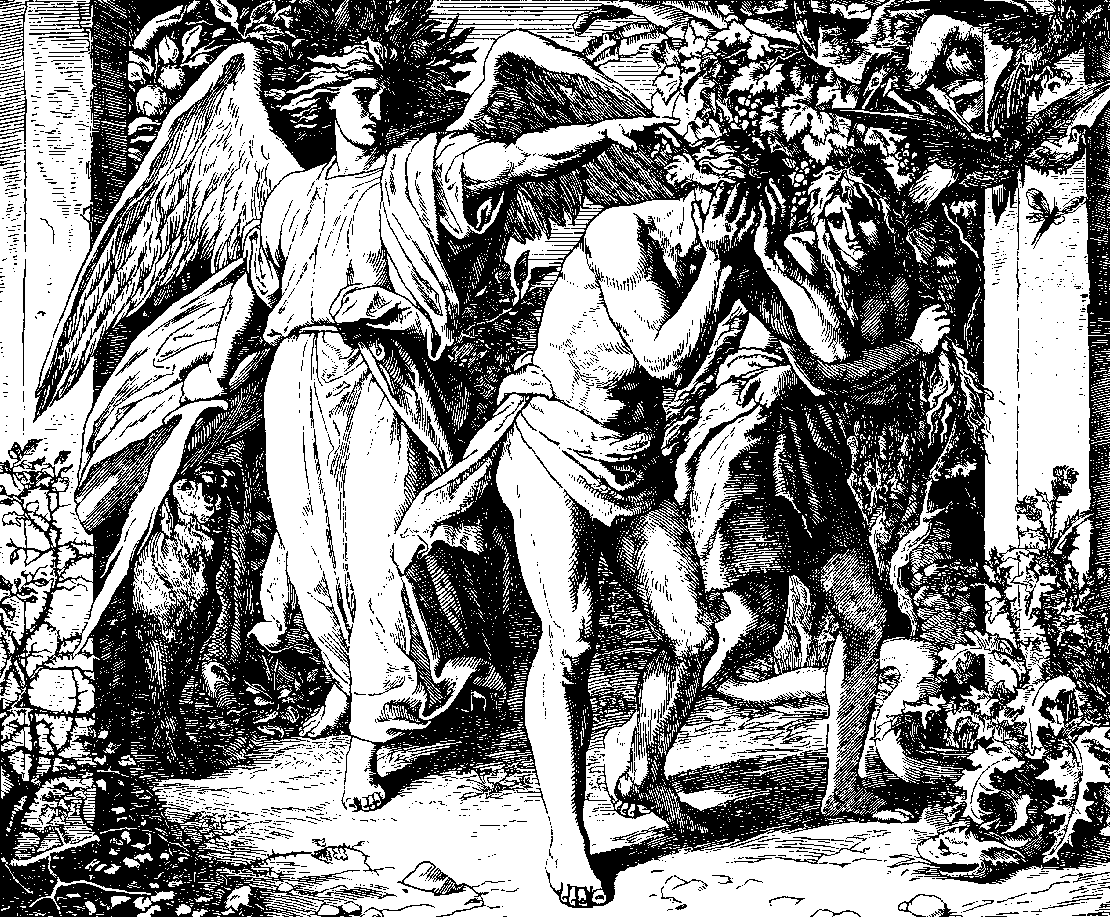
Adão e Eva numa pintura de Lucas Cranach (1513-15).

O pecado original é uma doutrina cristã que pretende explicar a origem da imperfeição humana, do sofrimento e da existência do mal através da queda do homem. Tal doutrina não existe no Judaísmo nem no Islamismo. Foi desenvolvida por Santo Agostinho, numa controvérsia com o monge Pelágio da Bretanha.
A doutrina do pecado original se apoia em várias passagens das Escrituras: a epístola de Paulo aos Romanos (5:12-21) e aos Coríntios (1 Co 15:22), e uma passagem do Salmo 51. Mas a primeira exposição sistemática sobre o pecado original — de cuja interpretação derivaram todas as controvérsias — é a de Agostinho de Hipona, no século IV. Foi também no século IV que se deu a conversão do Império Romano ao cristianismo. Segundo Le Goff, o dogma do pecado original teria contribuído para aumentar o poder de controle da Igreja sobre a vida sexual, na Idade Média.
Segundo a doutrina, os primeiros seres humanos e antepassados da humanidade, Adão e Eva, foram advertidos por Deus de que, se comessem do fruto da árvore do conhecimento do bem e do mal, certamente morreriam. No entanto, instigados pela serpente, ambos comeram o fruto proibido, tendo Eva cedido primeiramente à tentação e posteriormente oferecido o fruto a Adão, que o aceitou. Ambos continuaram vivos, mas foram expulsos do Jardim do Éden.
Existem polêmicas quanto ao significado real dessa narrativa, bem como em que constituiria tal pecado. Algumas denominações cristãs recentes chegam mesmo a negar a sua existência. Na perspectiva cristã, contudo, a morte (imerecida) de Cristo é recorrentemente suposta como necessária para salvar os seres humanos desse "pecado de origem", que seria congênito e hereditário.
As doutrinas a respeito do pecado original têm sido historicamente um dos principais motivos para o surgimento de heresias e para os cismas entre os cristãos, desde os primeiros séculos da era cristã. Várias interpretações divergentes sobre o significado da narrativa contida no livro do Gênesis foram dadas por teólogos, antropólogos e psicanalistas.

## Cristianismo
A questão do pecado aparece no cristianismo principalmente em Santo Agostinho, que associa o pecado à culpa herdada por todo o gênero humano depois de Adão e Eva sucumbirem à tentação do Diabo e, devido ao seu orgulho e egoísmo, rejeitarem o amor e a obediência devida a Deus. Assim sendo, o pecado original tem para Agostinho um caráter congênito e hereditário, pois em Adão toda a humanidade pecou, abrindo as portas para a entrada do mal, da morte física e espiritual e de todas as suas consequências.
Surge então a questão do Pelagianismo. Pelágio da Bretanha (360 - 435) vê no pecado uma espécie de exemplo a não ser seguido, o que faria com que a salvação dependesse exclusivamente do ser humano. Segundo Pelágio, o pecado não seria congênito nem transmitido, mas seria adquirido por imitação. Para Pelágio, o homem nasceria bom e inocente. Agostinho discorda dessa tese e vê nas doutrinas pelagianas a manifestação da presunção humana que erroneamente levaria a supor que a salvação depende apenas de nossa vontade, de nossos próprio atos, escolhas e obras, negando o caráter salvador e redentor de Jesus Cristo. A visão agostiniana do pecado original foi herdada por todo o cristianismo ocidental e está presente em todas as denominações cristãs históricas, católicas ou protestantes.

### A semente da serpente
A semente da serpente seria uma nova revelação doutrinária sobre a questão do pecado original. Esta nova revelação teria sido recebida por um evangelista americano que viveu no século XX (1909–1965), chamado William Marrion Branham. Baseado em tradições apócrifas judaicas e gnósticas, Branham afirmava ter recebido a revelação particular de que o Pecado Original teria sua origem no fato de Eva ter copulado com a serpente, a qual introduzira nas gerações humanas sua semente, dando origem à posteridade de Caim, a qual contaminou toda a humanidade.

## Judaísmo e Islamismo
Para o Judaísmo e o Islamismo não há pecado original. Judeus e muçulmanos adotam a doutrina pelagiana, embora segundo a doutrina muçulmana todos os seres humanos ao nascerem sejam tocados pelo Diabo.

## Exceções
Todas as religiões cristãs compartilham a crença de que Jesus Cristo nasceu sem o pecado original. Sua natureza era em tudo igual à humana com exceção do pecado.
A Igreja Católica Romana, no século XIX, mais precisamente no ano de 1854 através do Papa Pio IX acrescentou aos seus dogmas mais uma exceção, a Virgem Maria, mãe de Jesus, que teria sido concebida sem o Pecado Original: é o dogma da Imaculada Conceição. Segundo este dogma, a Virgem Maria teria sido preservada desde a sua conceção de toda contaminação do Pecado Original, devido a providência divina, pois ela haveria de ser a Mãe de Jesus Cristo. Esta doutrina de origem Franciscana data da Baixa Idade Média, tendo sido defendida enfaticamente por grandes expoentes da doutrina católica, como São Tomás de Aquino, proeminente escritor pertencente aos Dominicanos, que a defendeu em seus tratados sobre a virgindade e imaculada concepção de Maria , muitos protestantes afirmam que São Tomás se opôs ao dogma da imaculada concepção, o que é uma evidente mentira visto o exposto na questão 27 da Suma Teológica em seus artigos 1, 2, 3, 4, 5 e 6, sobre o dogma da imaculada concepção de Maria, entre outros artigos, a citar o 28, o 29, o 30 e o 31 entre outros tantos, que podem ser consultados na referência que se segue (que é a própria Suma Teológica traduzida para o português) das páginas 3086 em diante.  Tal confusão é provocada pelo método socrático utilizado por São Tomás, onde apresenta-se o questionamento em oposição ao dogma da imaculada concepção de Maria, e só depois a réplica às objeções e a solução da questão, além de Tomás pode-se citar entre os defensores do dogma São Bernardo de Claravaux dos Cistercienses.
O Islamismo afirma que a Virgem Maria não foi tocada por Satanás ao nascer.
As Igrejas Ortodoxas Orientais afirmam que a Virgem Maria nasceu com o Pecado Original. Entretanto, ela foi preservada, devido à graça divina, de todo e qualquer pecado atual, até ser completamente purificada do Pecado Original quando se deu a encarnação do Verbo durante a Anunciação.

## Psicanálise
Na perspectiva psicanalista foi sugerido que o pecado mencionado no Gênesis teria sido o ato sexual. Esta explicação não encontra, contudo, raízes nas tradições judaicas pré-cristãs, em que a união carnal entre o homem e a mulher foi estabelecida por Deus. Entretanto, se o pecado original fosse o ato sexual, Deus mesmo teria induzido o homem ao pecado, quando ordenou, crescei, multiplicai e enchei a Terra.
Segue-se uma das explicações "antropológicas" (entendida no contexto de que o livro sagrado pretende a apresentação de uma explicação ou uma construção explicativa das origens do universo, do nosso mundo, da humanidade, da civilização em geral e da hebraica em particular, e por fim das origens do bem e do mal):
Até atingir a fase da "civilização" o homem vivia no "estado de natureza", em oposição ao "estado de cultura", explicação essa totalmente compatível com o evolucionismo darwinista. O comer do fruto da árvore do conhecimento do bem e do mal seria o divisor de águas, ou seja a ruptura da comunhão entre o ser humano e a natureza. A partir de então, o homem passou a reconhecer-se como separado e independente da natureza, adquirindo consciência de sua morte e finitude, adotando valores, crenças e objetivos independentes da natureza. Deu-se a traumática transição do animal para o hominal, como definia Teilhard de Chardin.
Como consequência, o homem envergonhou-se da nudez, tomou consciência da morte e da mortalidade e passou a trabalhar para acumular.
O texto ainda lança uma espécie de enigma da transcendência: a Árvore da vida com seu fruto, impedida ao homem pelas espadas flamejantes de querubins. Não se trata, evidentemente, de frutas nem árvores, mas de um simbolismo espiritual cujo significado vem desafiando a humanidade ao longo dos milênios: o desejo de viver eternamente.